# La vida es sueño

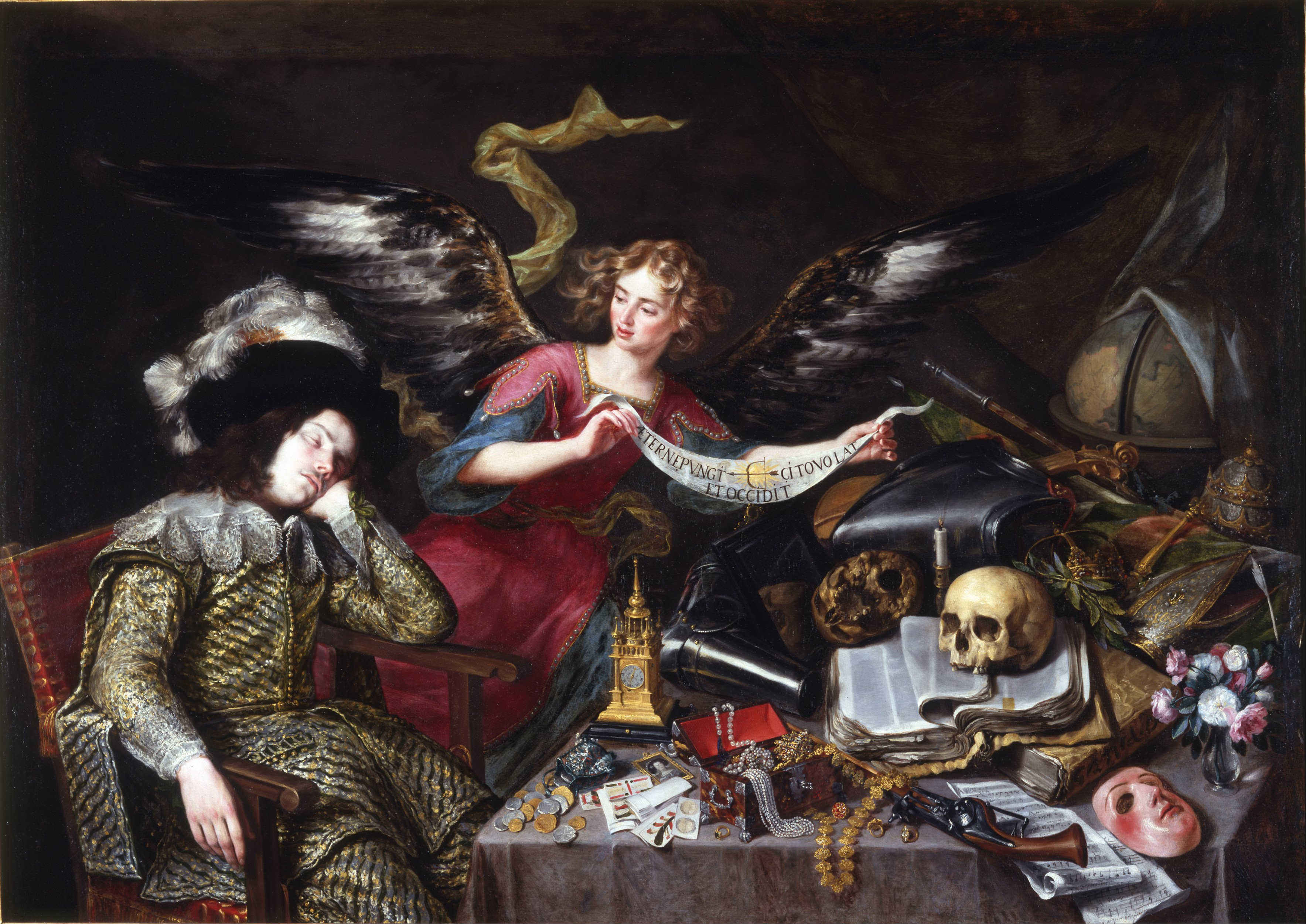
El sueño del caballero o La vida es sueño, cuadro del pintor barroco Antonio de Pereda expuesto en la Academia de S. Fernando, Madrid.

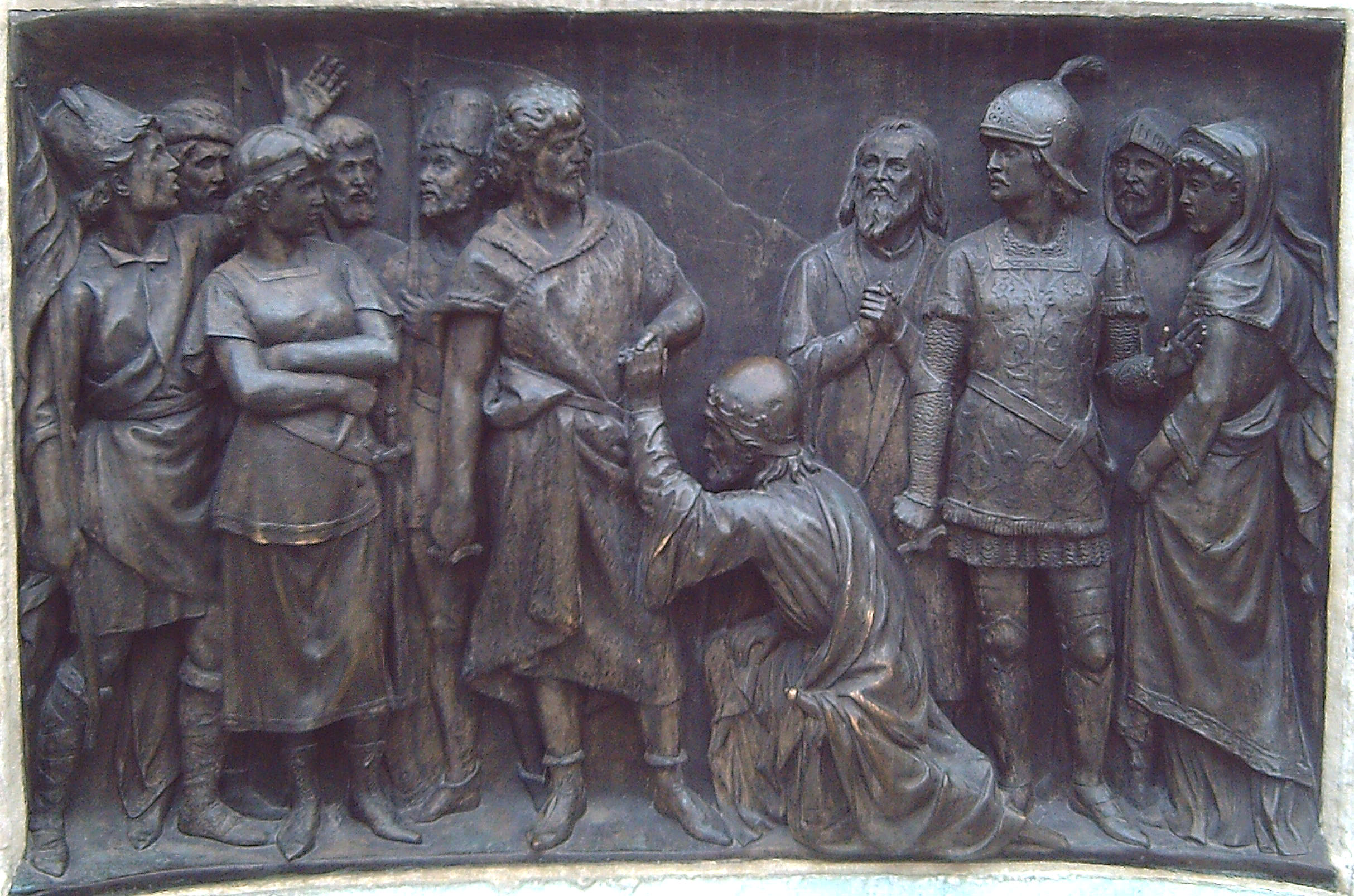
La vida es sueño. Relieve en bronce, detalle del monumento a Calderón en la Plaza de Santa Ana de Madrid (Obra de J. Figueras, 1878).

La vida es sueño es una obra de teatro de Pedro Calderón de la Barca estrenada en 1635 y perteneciente al movimiento literario del barroco. El tema central es la libertad del ser humano para configurar su vida, sin dejarse llevar por un supuesto destino.

## Temática
La concepción de la vida como un sueño es muy antigua, existiendo referencias en el pensamiento hinduista, la mística persa, la moral budista, la tradición judeocristiana y la filosofía griega. Por eso ha sido considerada incluso un tópico literario.
El influjo de esta concepción platónica en la obra es evidente: Segismundo vive al principio dentro de una cárcel, de una caverna, donde permanece en la más completa oscuridad por el desconocimiento de sí mismo; solo cuando es capaz de saber quién es, consigue el triunfo, la luz. Calderón, muy cabalmente, adoptó la forma del drama filosófico para abordar un gran caudal de temas confluyentes en este foco y en este tópico literario, platónico en su raíz occidental:
- Como drama religioso, aborda los problemas de caída o pecado original y expiación.
- Como poema filosófico, resuelve el destino del hombre y la fuente del conocimiento y los problemas aparejados del libre albedrío y la predestinación.
- Como lección moral propia del barroco y la Contrarreforma, desengaña sobre las ilusiones y las vanidades de este mundo.
- Como drama educativo y poético, instruye sobre lo que es el hombre sin el freno de la educación.
- Como protesta revolucionaria, ataca el principio absolutista y ajurídico de la orden reservada que sofoca la libertad bajo el pretexto de evitar sus extravíos.
- Como lección política «porque en batallas tales / los que vencen son leales / los vencidos, los traidores», enseña a los pueblos a lo que conduce el mal uso de la libertad y las guerras civiles.
- Combate, además, la locura de los presagios y juicios de la astrología.
- Describe los progresos que realiza el hombre y la humanidad entre desengaños y deseos.
- Prueba que las pasiones comprimidas por un ascetismo no libre, sino forzado, estallan con tanta más fuerza cuanto mayor es la represión.
- Desde un criterio psicoanalítico, expresa la superación o sublimación de los conflictos edípicos.
- Inspira a la filosofía del solipsismo que ha negado realidad al mundo exterior... Todo esto y mucho más, si más se examina, es La vida es sueño.

## Historia
La vida es sueño fue estrenada en 1635. Al año siguiente fue publicada en la Primera parte de las comedias de don Pedro Calderón de la Barca.

## Estructura
Consta de tres actos o jornadas. La primera jornada, que tiene ocho escenas, se desempeña como contextualizador (es decir que en ella se presenta a los personajes y la ubicación espacio-temporal de la historia). En la segunda jornada, que tiene diecinueve escenas, aparece el conflicto, nudo o problema. Y en la tercera jornada, de catorce escenas, tiene lugar el desenlace o resolución.

## Género
La obra tiene un tono dramático, perteneciendo al género teatral propio del Barroco, el drama. En ella se mezcla lo trágico con lo cómico, atractivo para un público amplio, tanto popular como noble. A la muerte de Lope de Vega, Calderón continúa con la evolución del teatro que había dejado planteado; así, en La vida es sueño pueden verse algunas de las características de esta nueva forma de comedia instituida por Lope de Vega.

## Argumento

### Acto I

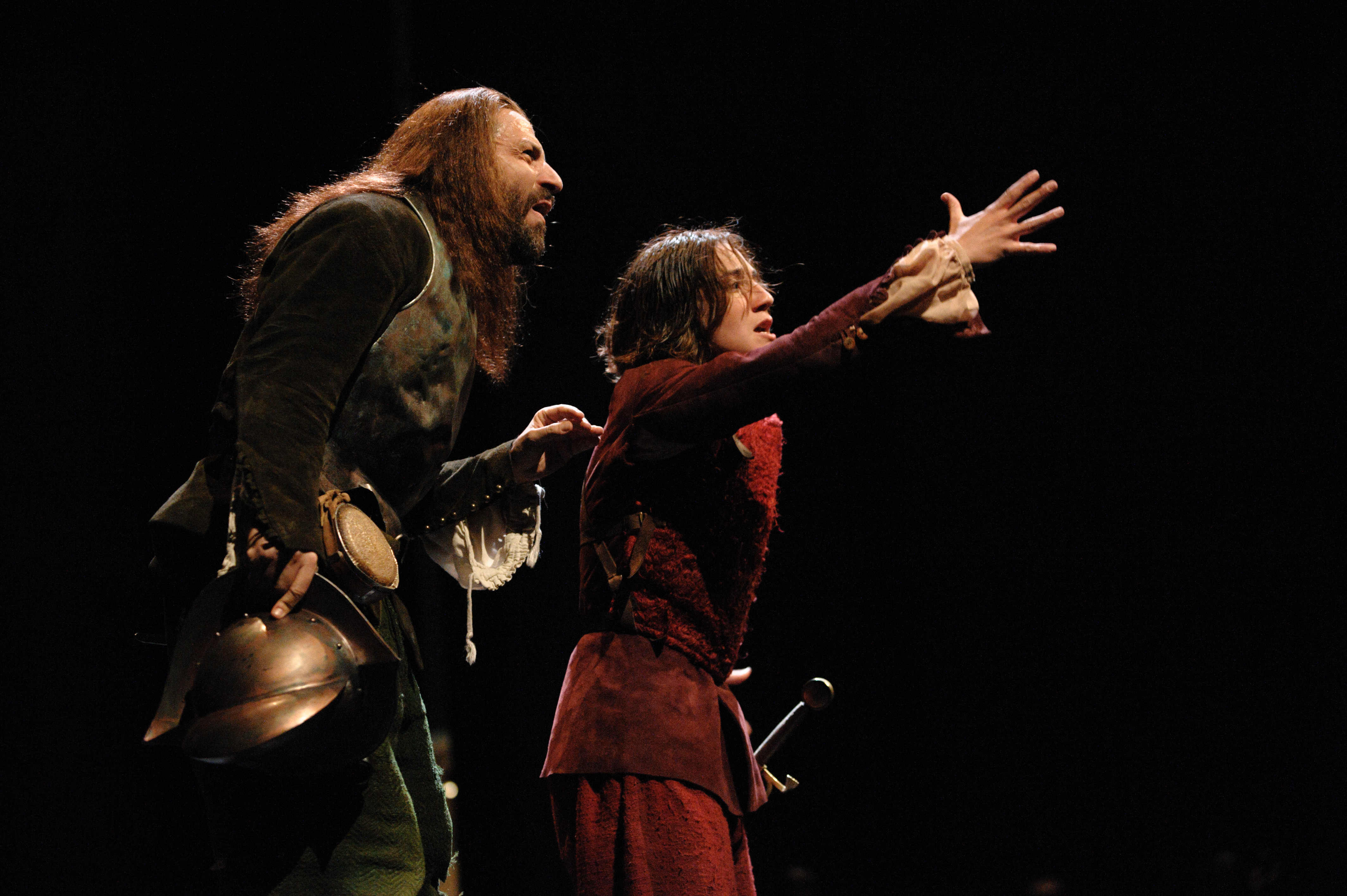
Representación de La vida es sueño en el trigésimo quinto Festival Internacional del Teatro de Almagro.

Se inicia con Rosaura, vestida de hombre, y Clarín que llegan hasta la cueva. En el momento en que entran, Segismundo pronuncia su primer monólogo. Y cuando el preso se da cuenta de que no está solo, intenta matar a Rosaura, pero luego le perdona la vida. Irrumpe Clotaldo, seguidor de Basilio y ayo de Segismundo, y detiene a los dos viajeros por encontrarse en lugar prohibido.  Clotaldo entonces reconoce la espada que ciñe Rosaura: es la espada que había dejado a la madre de Rosaura (Violante) al abandonarla. Sin embargo, Clotaldo no reconoce aún ante todos a quien cree ser su hijo y encubre lo descubierto, decidiendo llevar ante el rey a su hijo (Rosaura) y al gracioso Clarín.
El rey Basilio revela la existencia de su hijo, Segismundo, que había provocado la muerte de la reina Clorilene al nacer. Cuenta el terrible nacimiento de su hijo y explica lo que vaticinó al leer en las estrellas: Segismundo sería un rey tirano y cruel. Basilio decidió hacer una prueba y dar una oportunidad a su hijo; lo llevarían a palacio, pero de manera que, si efectivamente resulta ser un tirano, su estancia en el palacio le parezca tan solo un sueño. Si Segismundo resulta tener templanza y razón, será el heredero del trono; si no, lo serán Estrella y Astolfo, unidos por matrimonio (los siguientes en línea de sucesión).
Tras confesar al pueblo la existencia de su hijo, deja libres a Rosaura y a Clarín. Pero Clotaldo quiere saber quién es el enemigo de Rosaura, quien vino a estas tierras para vengar un agravio, y preguntando averigua que es el sobrino del rey, Astolfo, cuyo casamiento con Estrella quiere evitar Rosaura.

### Acto II
Basilio ha ideado un engaño para ver si Segismundo es realmente cruel: lo llevan dormido al palacio y le permiten ver cuál sería su destino, pero guardándose la posibilidad de hacerle creer que todo fue un sueño, en caso de que se demuestre malvado. Rosaura entra de dama de Estrella con el falso nombre de Astrea. Segismundo se comporta como un príncipe déspota lanzando un criado por la ventana al poco de despertar, intenta forzar a Rosaura, hiere a Clotaldo que sale en ayuda de su hija, y se enzarza en una pelea a espada con Astolfo. En vista del comportamiento, el rey Basilio decide volver a dormirlo y llevarlo de vuelta a la torre. Astolfo corteja a Estrella, pues con su unión compartirían la sucesión en lugar de competir por ella, una vez que Segismundo ha quedado fuera de juego. Astolfo descubre que Astrea es en realidad Rosaura y rompe con Estrella definitivamente.
La jornada termina con el monólogo de Segismundo encerrado nuevamente en la torre. Los últimos versos de este monólogo son los que dan nombre a la obra:

¿Qué es la vida? Un frenesí.

¿Qué es la vida? Una ilusión,

una sombra, una ficción,

y el mayor bien es pequeño; 

que toda la vida es sueño,

y los sueños, sueños son.

### Acto III
El pueblo de Polonia, al saber que tiene un príncipe heredero, organiza una revuelta y libera a Segismundo de su torre. Segismundo libera a Clotaldo permitiéndole ir con el rey, demostrando que ha recapacitado sobre su comportamiento.
Las tropas del rey y las del príncipe se enfrentan y vencen las de Segismundo, se encuentran ambos cara a cara y el rey se pone en manos de Segismundo, pero este se postra ante los pies del Rey, aceptando incluso el hecho de que el rey, Basilio, quiera darle muerte debido a que se levantó contra él. Sin embargo, en vista de la generosa actitud de Segismundo el rey le deja el trono.

## Personajes
- Segismundo: es el protagonista, pretexto de esta obra. En un principio como hombre-fiera, se lo describe como alma reprimida, muy reflexivo, alterado por su larga reclusión. A lo largo de la obra, va evolucionando: al principio busca la venganza, comportándose de forma cruel y despiadada, pero luego aparecen en él ciertos rasgos de humanidad (al perdonarle la vida a Basilio demuestra que ha cambiado y logra vencer a su destino).
- Rosaura: personaje principal femenino, que une fuerzas con Segismundo para impedir que Astolfo se convierta en rey y así evitar que se case con Estrella. Cuando llega desde Moscovia a la corte, oculta su identidad, haciéndose pasar por un criado. Durante la obra descubre que es hija del lacayo de Basilio, Clotaldo. Finalmente, declarada noble, puede casarse con Astolfo.
- Basilio: rey de Polonia, padre de Segismundo. Es un hombre preocupado por lo que pueda sucederle a su pueblo. Es débil e indeciso. Sus campos son las matemáticas, las ciencias y la astrología, no demostrando realmente una sabiduría orientada hacia el gobierno. Teme a Segismundo desde que ha escuchado el oráculo que le dice el hado. Al final admite sus errores.
- Clotaldo: lacayo de Basilio. Es el único, aparte del rey, que puede ver a Segismundo. Le ha enseñado a Segismundo todo lo que sabe. Se muestra como un personaje anciano, que ha vivido anteriormente aventuras amorosas (es el padre secreto de Rosaura). Como personaje-tipo representa la superstición.
- Astolfo: duque de Moscovia, con el que Basilio hace un trato para mantener el trono de Polonia. Está dispuesto a casarse con Estrella, a pesar de amar a Rosaura.
- Estrella: bella y noble infanta de la corte de Basilio, dispuesta a casarse con Astolfo para heredar el trono (Astolfo y Estrella son primos y sobrinos de Basilio).
- Clarín: compañero de Rosaura. Es muy ingenioso, responde al arquetipo del cómico.

## Análisis del soliloquio de Segismundo
La vida es sueño es una de las obras de Calderón de la Barca más conocida y estudiada. Dicho interés reside en su complejidad filosófica, pero también en el notable armado dramático. Sin embargo, desde que Marcelino Menéndez y Pelayo (1910) clasificara a la obra como drama filosófico, la crítica ha hecho hincapié en los problemas existenciales de la obra, desatendiendo a veces sus características específicamente formales, dramáticas. En relación con el primer punto, se pueden señalar algunos ejes que constituyen los temas filosóficos centrales; la oposición entre destino y libertad, el tópico de la vida como sueño y la tematización del autodominio. Estos temas centrales subordinan otros como la educación de los príncipes, el modelo de gobernante, el poder o la justicia, que más tarde vamos a ir relacionando con el soliloquio de Segismundo.

### Marco
La obra está dividida en tres jornadas las cuales se desarrollan en dos sitios diferentes, la torre de Segismundo y el palacio de Basilio. La primera jornada ocurre en la torre de Segismundo a donde llegan Rosaura y Clarín después de una travesía por un monte. La segunda jornada se desarrolla en el palacio de Basilio y es donde Segismundo toma el poder sobre Polonia; al final de esta jornada Segismundo es devuelto a la torre por su padre. Este manejo de los sitios construye una oposición simétrica que es quebrantada en la última jornada cuando surge el «campo de batalla» donde se enfrentan padre e hijo en una fervorosa batalla por el poder, donde termina victorioso el hijo y perdona a su padre. La torre de Segismundo se encuentra rodeada por un monte enmarañado, es un recinto reducido en el cual se encuentra este hombre encadenado, cubierto de pieles, mitad bestia mitad hombre, pero muy culto con conocimientos sobre todos los temas de índole religiosa. Todas estas oposiciones entre hombre y bestia, la torre y el monte, comprenden un recurso muy utilizado en el barroco denominado el claroscuro.

#### Religión
Debido a la influencia religiosa que tuvo Calderón durante su educación, plantea estos problemas que surgieron en su tiempo, uno de los más citados es el libre albedrío y la predestinación. El libre albedrío que es sustentado por la iglesia y la predestinación que es sustentado por los reformistas protestantes. Ambas tesis tienen apostura bíblica. La resolución de la tragedia indicaría, previsiblemente, la posición de Calderón a favor del credo contrarreformista.
El personaje de Segismundo es introducido en la obra cubierto de pieles, encadenado y con una tenue luz sobre su cabeza. Esta situación lo convierte a él en una bestia, pero con el desarrollo del soliloquio podemos observar que Segismundo es un hombre muy culto ya que Clotaldo era el encargado de educarlo. Segismundo es capaz de absorber todo tipo de conocimiento desde mitología griega a geografía mundial que hace alusión en sus menciones sobre el minotauro y el volcán Etna. En su alusión al minotauro, Segismundo no lo hace directamente sino que lo hace a través de un recurso denominado alusión mitológica, en la cual nunca menciona el nombre del monstruo sino que se refiere a donde estaba encerrado: el laberinto. Segismundo es análogo a este personaje de la mitología griega ya que los dos se encuentran prisioneros y ambos son bestias. En su alusión al volcán Etna, Segismundo lo menciona con el fin de demostrar la magnitud de su desilusión y enojo, con respecto a lo que le había sucedido, el estar encarcelado y privado de su libertad. Este menciona que va a estallar como el Etna; esta exageración es denominada hipérbole. De nuevo se encuentran analogías entre el personaje y los elementos de comparación. Se dice que él va a estallar con verdades dolorosas.

#### Dualidad
La representación de la civilización y la barbarie en Segismundo es la dualidad, un tema muy importante en esta obra y típico del barroco. El recurso con el cual se aplica este tema, es la antítesis que funciona contraponiendo dos ideas. En este caso la civilización o la cultura, y la barbarie o la irracionalidad se interponen para crear este monstruoso personaje, que en fin termina siendo una persona comprensiva. Dentro de la obra la antítesis más grande es el personaje de Segismundo el cual representa los términos más opuestos, la civilización y la barbarie mencionados anteriormente.
El soliloquio de Segismundo en el primer acto está separado en siete décimas a excepción del primer verso. Cada décima es octosílaba y en cada una de ellas se encuentra un planteo filosófico de los grandes debates entre la reforma protestante y la contrarreforma católica.

### Décimas uno y dos
Las décimas una y dos inician la pesquisa de Segismundo, planteando el problema de la libertad. El problema se plantea ya en estas décimas en dos niveles: el de la humanidad y el del individuo Segismundo. Segismundo acepta, en principio y conforme al sistema de creencias de la sociedad del periodo barroco, que la humanidad pueda estar privada de libertad, debido a sus culpas («el delito mayor / del hombre es haber nacido»). Pero también se pregunta por qué él mismo está privado de libertad frente a la relativa situación de mayor libertad que ve en otros seres («¿qué privilegios tuvieron / que yo no gocé jamás?»)

### Décima tres
En el soliloquio el tema más importante es la libertad y el libre albedrío. El autor los trata haciendo que el personaje se compare con todos los animales de la naturaleza y nombrando los cuatro elementos: el aire, el agua, el fuego y la tierra, con cada uno de los cuales halla un animal sociado. Con lo que primero se compara es con el ave en la tercera décima donde los recursos que utiliza son variados. En primer lugar se puede observar un retruécano donde se mezclan un ramillete de flores con un ala donde la flor toma el lugar del ala y el ramillete toma el lugar de las plumas; «...es flor de pluma / o ramillete con alas...». También en esta décima se hace alusión a la libertad con la que goza un ave cuando él lo que más ansía es poder tener la mínima libertad. Ya todos sabemos que Segismundo fue encerrado por lo que los hados habían dictado, pero por qué, si él ansiaba tanto su libertad, cuando fue libre le privó la libertad a otras personas y no era capaz de reconocer que este efecto podría llegar a ser contraproducente. Para concluir esta décima Segismundo plantea una pregunta retórica: «¿y teniendo yo más alma/ tengo menos libertad?». Estas preguntas se encuentran al final de cada décima, con el fin de cuestionar la existencia de una persona si esta es inferior a todo lo que hay sobre la Tierra.

### Décima cuatro
En la décima siguiente Segismundo se compara con un animal al que denomina bruto. Esta décima comienza desde el principio con una metáfora: es la mencionada anteriormente (la de denominar bruto al animal). También se puede encontrar una hipérbaton donde el orden sintáctico del verso es modificado «apenas signo es de estrellas», luego hace una referencia a Dios por medio de una metonimia al mencionarlo como el «docto pincel». En esta décima también podemos encontrar la referencia al minotauro mencionada anteriormente, esta mención hace referencia a su posición académica ya que demuestra sus conocimientos sobre la mitología griega. Para culminar esta décima la pregunta retórica es la siguiente: «... ¿y yo, con mejor instinto, / tengo menos libertad?...»; está cuestionando a los cielos por qué razón él que es un ser humano -el cual según Segismundo tiene más alma y más instinto que un animal y que un ave-, no puede tener su libertad. El instinto en la novela no es un tema muy mencionado o fundamental pero este puede relacionarse con el autodominio. Este como problema se expresa en la obra como el triunfo del libre albedrío sobre la predestinación, pero también como una victoria de la conciencia, de la condición humana sobre los instintos y los horóscopos, triunfo que además es característico y virtud propio del buen rey en que se convertirá Segismundo.

### Décima cinco
En la quinta décima Segismundo se compara con un pez. Los primeros versos se ven plagados de metáforas despectivas hacia estos «insignificantes animalitos» que viven en tan vasto espacio como es el océano, cuando Segismundo es la completa antítesis de un pez, una persona tan grande, como una bestia encerrada en tan reducido recinto, confinada a vivir en aislamiento completo, solo manteniendo contacto con una persona, Clotaldo. Segismundo se refiere al pez como un «...aborto de ovas (...) bajel de escamas...» y una imagen visual que dice «...sobre las ondas se mira...» aludiendo a las olas u ondas que existen en todo medio acuoso. Al final de esta décima Segismundo cuestiona nuevamente el albedrío, el cual evidentemente es un tema que se repite varias veces en este texto.

### Décima seis
En la sexta décima Segismundo hace alusión al arroyo, el cual contiene el elemento vital para la vida de todos los seres sobre la tierra, el agua. Segismundo en esta décima se refiere al arroyo como una culebra que serpea las planicies en busca de su fin. Este arroyo el cual está destinado a su cauce durante toda su historia y no tiene vida, tiene más libertad que este pobre hombre. En esta décima Calderón utiliza dos sentidos para describirnos el arroyo primero utiliza una imagen visual «sierpe de plata» luego una imagen auditiva «músico celebra» y culmina la descripción del arroyo mostrando como este no tiene restricción alguna para vivir ya que este tiene «el campo abierto a su huida» ya que este pide a los «cielos la piedad» y estos se la «dan con majestad». En esta décima la pregunta es «... ¿y teniendo yo más vida/ tengo menos libertad?...». Aquí hace mención a un concepto básico, la vida.

### Décima siete
Finalmente la última décima utiliza la diseminación y recolección para concluir y cerrar este soliloquio el cual va a dar a conocer la relación entre Segismundo, Rosaura y Clarín. En el comienzo de esta décima encontramos la ya antes mencionada hipérbole sobre el volcán Etna. En esta décima también nos enteramos de que Segismundo cree que todos los hombres de la tierra están en la misma situación que él, ya que la pregunta que se hace es «... ¿Qué ley, justicia o razón/ negar a los hombres sabe/ privilegio tan suave/ excepción tan principal, / que Dios le ha dado a un cristal, / a un pez, a un bruto y a un ave?...». En esta última pregunta retórica, el personaje plantea un privilegio, el cual se convierte en derecho cuando una persona nace, del cual él fue privado desde el momento en que nació, que es la libertad. También esto demuestra un error de conceptos debido al poco roce social que Segismundo tuvo, ya que la única persona que conoce es Clotaldo. Los últimos dos versos sintetizan el monólogo, estos dos son la mención de cada uno de los elementos con los cuales él se fue comparando a medida que el soliloquio ocurría que son; un cristal o el arroyo, un pez, un bruto y un ave.
Para el ave tenemos el alma, de la que carecen los animales, pero tienen más libertad. Para el bruto tenemos el instinto el cual los animales tienen en sobremanera de forma tal que no lo pueden controlar y en ocasiones deben pagar con sus vidas. Para el pez tenemos el albedrío el cual es el tema fundamental de la época barroca ya que la contrarreforma se basa en el pensamiento del libre albedrío con tal de refutar el ideal de la predestinación de los luteranos. Para finalizar tenemos el cristal o el arroyo el cual hace mención a la vida ya que por un lado es el único de los mencionados que no tiene vida pero es el encargado de transportar el material más necesitado por todos los seres vivos sobre la tierra. La libertad, que es el punto de comparación para todas estas preguntas, es la relación fundamental de la obra, en la cual todas las lecturas convergen. La representación dramática de la posibilidad o imposibilidad del hombre de decidir libremente su destino, su salvación, recoge las polémicas contrarreformistas sobre el libre albedrío y la predestinación. Aquellos que opten por la predestinación sostendrán que existe un designio divino que condena o salva, mediante la gracia y la Fe, que es un don de Dios, más allá de la forma en que los hombres actúen. Quienes postulan el libre albedrío creen en la salvación a través de las buenas obras que los hombres realicen en su vida.

### Conclusión
En conclusión, el soliloquio de Segismundo sintetiza el carácter barroco en setenta y un versos que están plagados de metáforas, metonimias, hipérboles, hipérbatos, preguntas retóricas, retruécanos, analogías e imágenes tanto visuales como auditivas. Todos estos recursos se utilizan para demostrar la complejidad del pensamiento de esa época y las dualidades tanto culturales como religiosas en el caso de la reforma y la contrarreforma. Pero al ser una persona tan religiosa, Pedro Calderón de la Barca utiliza su obra para inculcar los dogmas contrarreformistas. Si bien la pieza analizada cuenta con gran cantidad de recursos y temas de esta época, su verdadero valor se encuentra en el planteamiento de la libertad como un bien tan preciado para la vida del hombre, que por estar privado de ella muta a un ser implacable y tirano que pierde control sobre su conciencia y deja que su instinto actúe en su lugar. Esto demuestra la transformación de hombre a bestia, ya que la parte de hombre deja ser dominada por la parte de bestia o, mejor dicho, el instinto. En pocas palabras, Segismundo pierde el autodominio al ser privado de su libertad. Esto lo lleva también a perder su libre albedrío, ya que cuando una persona está cegada por el instinto o por la ira pierde el control sobre su cuerpo y deja de tener toda posibilidad de tomar decisiones sabias y correctas.

## Representaciones

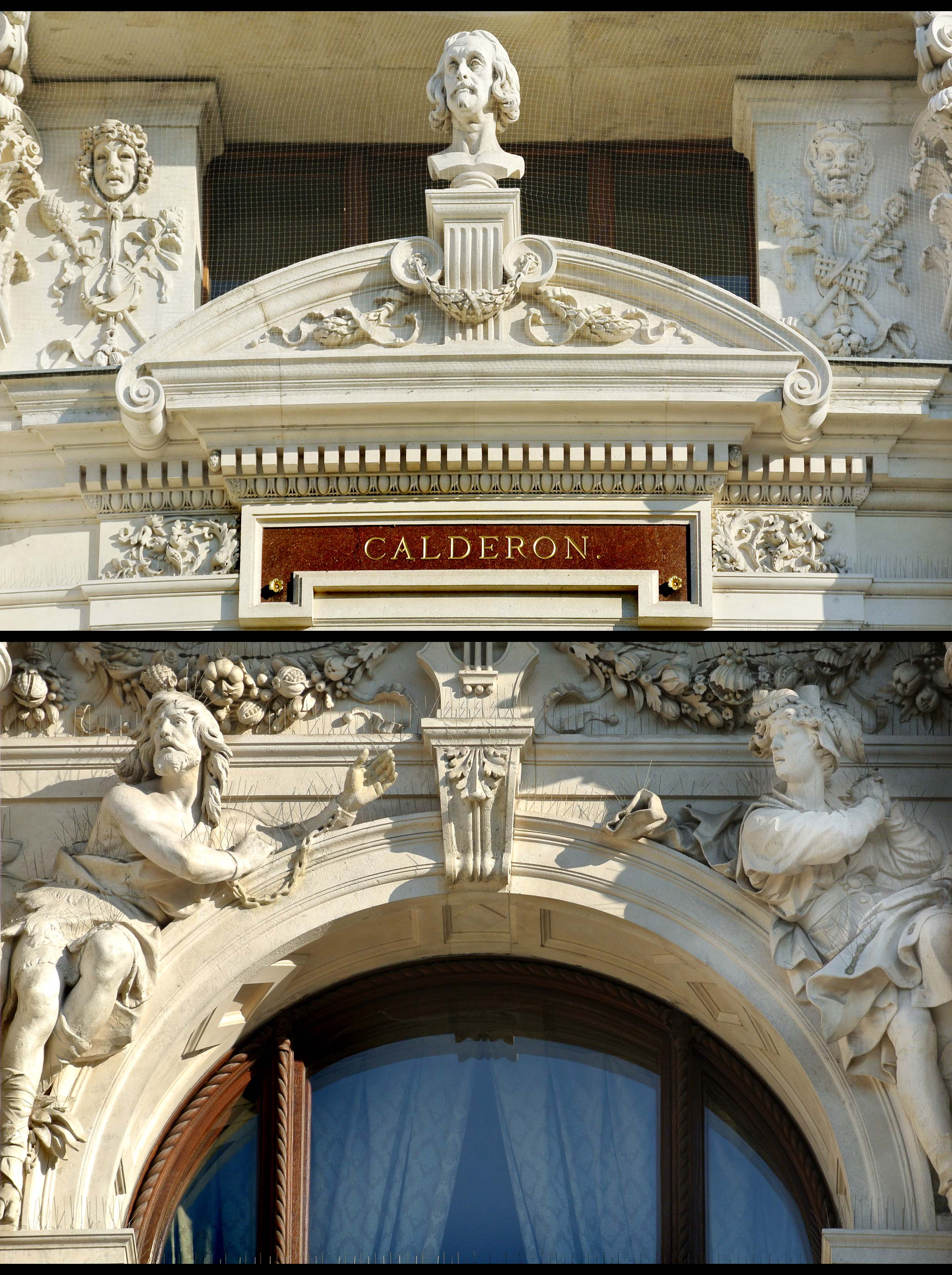
En una de las fachadas del Teatro Imperial de Viena, el Burgtheater, aparecen representados Calderón y también Segismundo y Rosaura.

La obra, según algunas fuentes, fue vendida por Calderón de la Barca a la compañía de teatro de Cristóbal de Avendaño, que la estrenó en la década de 1630. El actor Manuel Vallejo la representó ante la corte del rey Carlos II el 5 de febrero de 1673 y el 12 de noviembre de 1684 y el 24 de noviembre de 1695 lo hizo su hijo Carlos Vallejo. En el mismo siglo XVII la obra se estrenaba más allá de las fronteras españolas, en Bruselas (1647), Ámsterdam (1654), Hamburgo (1658) o Dresde (1674).
En el siglo XVIII, solo en los Teatros del Príncipe y de la Cruz ambos de Madrid, se han llegado a computar hasta 47 montajes, algunos de los cuales a cargo de Isidoro Máiquez, uno de los más célebres intérpretes de la época.
Ya en el XIX, de las decenas de representaciones llevadas a escena, pueden mencionarse las de Rafael Calvo en el Teatro Español (1872) o la de Ricardo Calvo en el Teatro de la Princesa (1888).
En el siglo XX, pueden mencionarse los montajes en el Español de Ricardo Calvo Agostí y Matilde Moreno en 1918; de José Tamayo, con Francisco Rabal, Mary Carrillo, Asunción Balaguer y José Luis Pellicena en 1955; de José Luis Gómez, con Ángel Picazo, Ana Marzoa, Francisco Merino, Luis Prendes y Ángel de Andrés en 1981; de Juan Carlos Pérez de la Fuente, con Fernando Cayo y Chete Lera; o de Helena Pimenta para la Compañía Nacional de Teatro Clásico con Blanca Portillo, Joaquín Notario y Marta Poveda, estrenado en 2012.
Rosaura es una adaptación (2016) de Paula Rodríguez y Sandra Arpa que se centra en el personaje femenino principal de la obra de Calderón, mostrando cómo ella lucha contra lo que la vida le había hecho, así como contra el orden establecido y los límites impuestos a ella
El dramaturgo mexicano Guillermo Schmidhuber de la Mora escribió "Los herederos de Segismundo", con el relato de lo que pasó con los personajes de Calderón en las tres décadas siguientes del final de "La vida es sueño". Este drama le mereció el Premio Nacional de Teatro de México en 1980 y, además, quedar finalista en el Premio Tirso de Molina del mismo año. Su estreno fue en el Festival Cervantino de Guanajuato, México, en 1981. Sobresale su puesta por el Grupo teatral "Cómicos de la Legua" de la Universidad de Querétaro, México, en 2014.

## Formas métricas
| Acto 1  | Forma métrica                      | Acto 2    | Forma métrica        | Acto 3    | Forma métrica        |
| ------- | ---------------------------------- | --------- | -------------------- | --------- | -------------------- |
| 1-102   | Silvas pareadas (xX)               | 986-1223  | Romance (a-e)        | 2188-2427 | Romance (e-o)        |
| 103-272 | Décimas (abbaaccddc)               | 1224-1547 | Redondillas (abba)   | 2428-2491 | Octavas reales       |
| 273-474 | Romance (a-e)                      | 1548-1723 | Silvas pareadas (xX) | 2492-2655 | Redondillas (abba)   |
| 475-599 | Quintillas (ababa / abaab / aabba) | 1724-2017 | Romance (a-e)        | 2656-2689 | Silvas pareadas (xX) |
| 600-985 | Romance (i-o)                      | 2018-2187 | Décimas (e_i)        | 2690-3015 | Romance (o-a)        |
|         |                                    |           |                      | 3016-3097 | Redondillas          |
|         |                                    |           |                      | 3098-3319 | Romance (a-a)        |